# ديانا نابير
ديانا نابير (بالإنجليزية: Diana Napier)‏ هي ممثلة بريطانية (وحملت سابقاً جنسية المملكة المتحدة لبريطانيا العظمى وأيرلندا)، ولدت في 31 يناير 1905 في المملكة المتحدة، وتوفيت في 12 مارس 1982 بسبب مرض.

## وصلات خارجية
- ديانا نابير على موقع IMDb (الإنجليزية)
- ديانا نابير على موقع قاعدة بيانات الفيلم (الإنجليزية)